# Тайлер (округ, Техас)
Округ Тайлер (англ. Tyler County) — округ штата Техас Соединённых Штатов Америки. На 2000 год в нём проживало 20 871 человек. По оценке бюро переписи населения США в 2009 году население округа составляло 20 556 человек. Окружным центром является город Вудвилл.

## История
Округ Тайлер был сформирован в 1846 году. Он был назван в честь Джона Тайлера, 10-го президента США.

## География
По данным бюро переписи населения США площадь округа Тайлер составляет 2423 км², из которых 2390 км² — суша, а 33 км² — водная поверхность (1.37 %).

### Основные шоссе
- Шоссе 69
- Шоссе 190
- Шоссе 287

### Соседние округа
- Анджелина  (север)
- Джаспер  (восток)
- Хардин  (юг)
- Полк  (запад)

### Национально охраняемые зоны
- Большие заросли Национальный парк(часть}

## Города и Села
- Честер
- Колменсин
- Айвенго
- Норт-Айвенго
- Вудвилл

Невключённые территории
- Дусетт
- Фред
- Уоррен
- Хиллистер